# سیگما گاو
سیگما گاو یک ستاره است که در صورت فلکی ثور قرار دارد.